# Darceta
Darceta is een geslacht van vlinders van de familie Uilen (Noctuidae), uit de onderfamilie Agaristinae.

## Soorten
- D. falcata Druce, 1883
- D. haenschi H.Dohrn., 1906
- D. ophideres Draudt, 1919
- D. primulina Druce, 1889
- D. proserpina Stoll, 1782
- D. severa Stoll, 1782